# 王凤英
王凤英（1970年—）是中华人民共和国企业家，现任小鹏汽车总裁，曾任长城汽车副董事长、总经理。

## 生平
王凤英于1970年出生，祖籍河北省保定市。1999年毕业于天津财经学院，获经济学硕士学位。
王凤英最为人熟知是她在长城汽车的工作。她于1991年大学毕业后加入长城汽车，从事一线营销工作；2001年6月成为公司执行董事，2002年11月成为公司总经理。她是中国汽车整车企业中首位女性总裁，其在长城汽车任职期间亦为该司二号人物，被称为中国汽车行业的“铁娘子”。
2022年，王凤英先后辞去长城汽车的副董事长、总经理职务。2023年1月，加入小鹏汽车，出任总裁一职。
王凤英为第十一届、第十二届、第十三届全国人大代表。